# Ambondrona (groupe)
Pour les articles homonymes, voir Ambondrona.
Ambondrona, stylisé AmbondronA, est un groupe malgache de pop rock, originaire d'Antananarivo. Le groupe est constitué de cinq membres: Kix (chant et guitare) né le 08 Mars 1980, Beranto (guitare), Honty (basse), Blanc (batterie) et Ranto (clavier). Ils ont enregistré sept albums.

## Histoire
AmbondronA comptent bon nombre de tournées à Madagascar, et plusieurs performances dans l'Océan Indien, en France et en Afrique du Sud.
En 2012, les membres sont sélectionnés par l'Ambassade des États-Unis d'Antananarivo pour participer à l'International Visitors' Leadership Program sur le thème de la protection de l'environnement. Leur nomination est suivie par une collaboration avec le département américain où AmbondronA filme un clip au Ranomafana National Park